# Husbybadet
Husbybadet invigdes den 14 april år 2000.

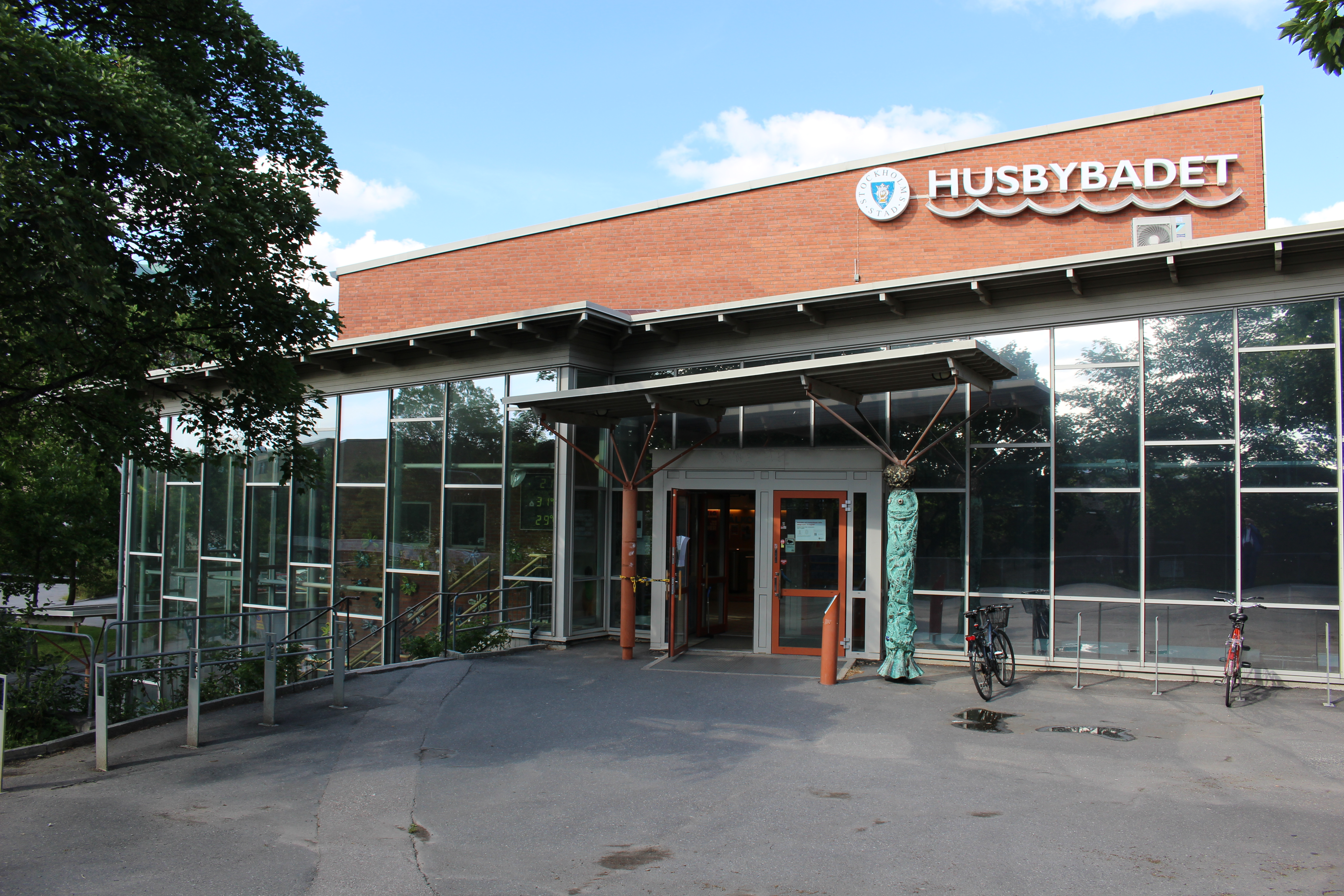
Övre entrén

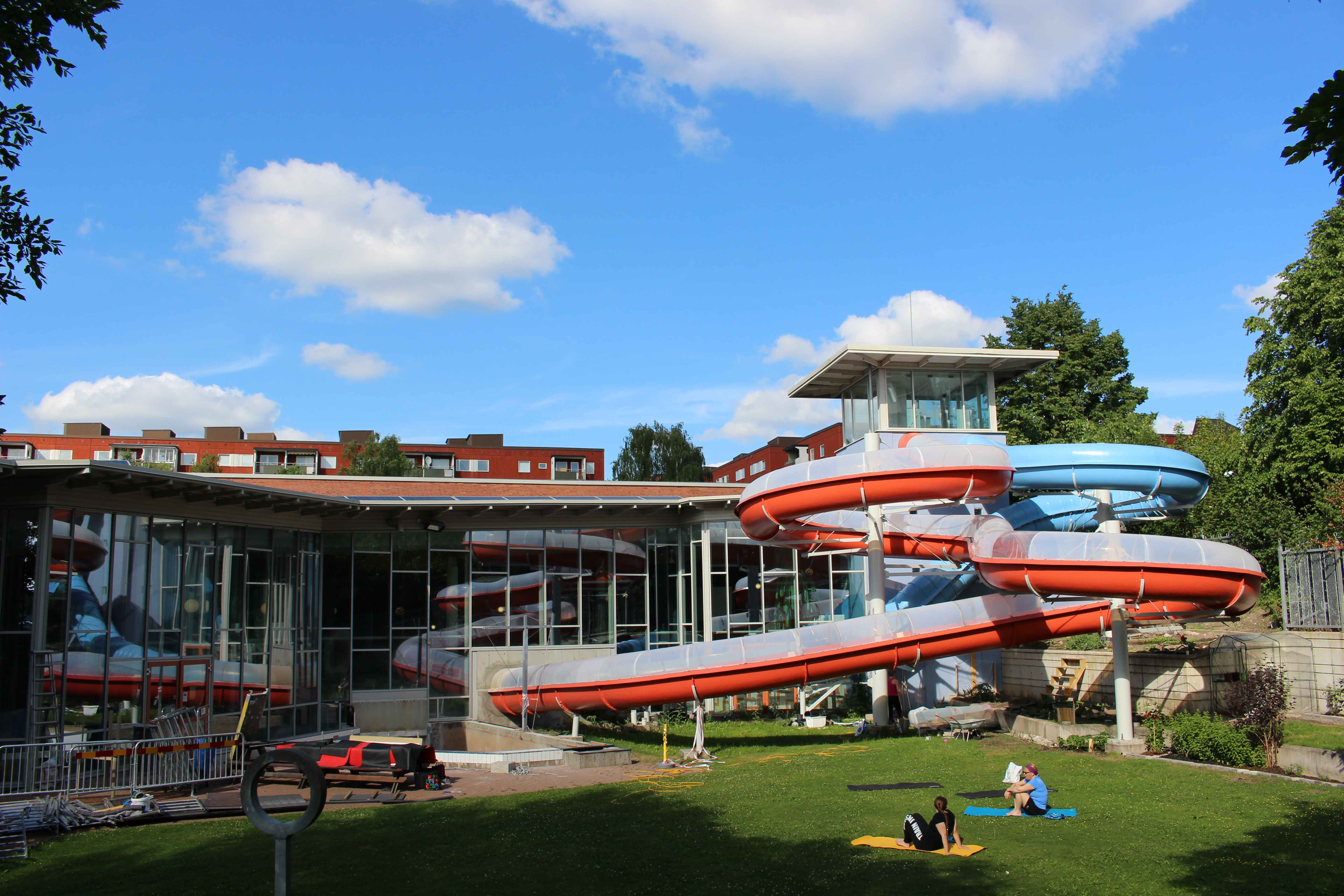
Vattenrutschkana

Husbybadet är ett badhus med äventyrsbad på Edvard Griegsgången 30 i Husby, Stockholm.
Badet invigdes i december 1999. Det har förutom äventyrsbad också 25-metersbassäng, hopptorn med 1- och 3-metersavatser och undervisningsbassäng. Bubbelbad samt våt- och torrbastu finns.